# Rewrite
Rewrite (яп. リライト, укр. Перезапис) — японський візуальний роман, розроблений компанією Key під брендом Visual Art's. Роман, який не має обмежень за віком, було видано 24 червня 2011 року для платформи Microsoft Windows. Rewrite є дев'ятою грою компанії Key, до продуктів якої відносяться такі ігри, як Kanon, Air і Clannad. Сюжет оповідає про життя Котаро Теннодзі — учня середньої школи, що володіє надприродними здібностями. Він разом з п'ятьма дівчатами зі своєї школи досліджує паранормальні таємниці. В кінцевому підсумку він втягується в самий розпал конфлікту між заклинателями демонів і надлюдьми, що шукають дівчину-монстра Каґарі, яка є ключем до порятунку і водночас руйнування Землі.
Гра Rewrite містить нелінійний сюжет, який поділений на шість заздалегідь визначених сценаріїв для кожної з шести героїнь. У гру, яка містить елемент квесту, були додані міні-ігри. З початком продажів гра була відзначена в списку лідерів продажів комп'ютерних ігор в Японії і згодом ще двічі займала там позицію. 27 липня 2012 року компанія Key випустила фан-диск Rewrite Harvest festa!, що доповнює сюжет оригінальної гри. На основі візуального роману були написані чотири манґа-адаптації, які видавалися в журналах Dengeki G's Magazine, Dengeki Daioh, Dengeki G's Festival! Comic і Manga 4-koma Palette. Також на основі Rewrite були створені антології коміксів, артбуки і музичні альбоми.

## Ігровий процес
Rewrite — романтичний візуальний роман, в якому гравець бере на себе роль Котаро Теннодзі. Ґеймплей не вимагає від гравця частої взаємодії, так як основний час в грі займає читання тексту, що є розповіддю або діалогом. Текст часто супроводжується зображенням персонажа, з яким розмовляє Котаро. У міру проходження гри на певних сюжетних моментах гравець буде бачити електронні зображення («CG artwork»). Після першого завершення гри гравцеві стає доступна галерея зображень і фонової музики. Сюжет гри нелінійний і містить кілька можливих кінцівок. Залежно від прийнятих гравцем рішень під час гри сюжет розвивається в певному напрямку і призводить до одного з можливих закінчень.
Всього в грі вісім основних сюжетних ліній, три з яких доступні з самого початку, а п'ять інших стануть доступні пізніше. Час від часу гравцеві буде даватися можливість вибору з декількох можливих варіантів. Поки такий вибір не буде зроблений, гра ставиться на паузу. Деякі рішення можуть привести гру до передчасного закінчення — альтернативного завершення сюжету. Щоб побачити сюжет у всій його повноті, гравець повинен переграти гру кілька разів, приймаючи на ключових моментах різні рішення (тим самим розвиваючи сюжет в іншому напрямку). При першому проходженні гри доступні сценарії для Которі, Чіхаї і Люсії. Для доступу до сценарію Сідзуру гравець повинен завершити сценарій Которі. Подібним чином відкривається і доступ до сценарію Акане — спочатку повинен бути пройдений сценарій Чіхаї. Після завершення всіх п'яти сценаріїв стає доступним додатковий сценарій під назвою Moon («Місяць»). Після його завершення стає доступним сценарій Terra («Земля»). Цей сценарій є канонічною кінцівкою сюжету; і Місяць, і Земля пов'язані з головною героїнею — Каґарі.
Під час проходження гравцеві належить зіграти в міні-ігри, доступні через внутрішньоігрову GPS-систему (названу «Маппі»), яка представлена у вигляді мапи з можливістю взаємодії. У більшості випадків гравець може автоматично пропустити режим GPS, але іноді від нього вимагається пройти міні-гру, щоб перейти до наступної сюжетної події. У режимі GPS гравець може зустріти друзів Котаро і отримати квест для виконання. Імена друзів, які зустрілися гравцеві, і завершені квести записуються за допомогою функції Пам'яті, яка є подобою енциклопедії. Якщо гравець завершить сценарій Terra, виконавши всі доступні квести і зустрівши не менше 100 друзів, то відкриється бонусний сценарій під назвою Oppai — відгалуження сценарію Акане. Oppai є гумористичним сюжетом, який не має, впливу на основну історію.
Механізм в лівому нижньому кутку екрану пов'язаний з особливою здатністю Котаро. При використанні цієї здатності стрілка циферблата рухається вперед. Поки гравець не перейде до одного з можливих сценаріїв, проміжні результати прийнятих рішень можна визначити саме за допомогою механізму. Протягом майже всієї гри текст відображається в діалоговому вікні, розташованому в нижній частині екрана, однак в сценарії Terra текст накладається на весь екран.

## Сюжет

### Сетинг
Основна частина сюжету гри Rewrite проходить в вигаданому японському місті Кадзамацурі, примітному своєю багатою рослинністю. Протагоніст Котаро і його друзі з товариства окультних досліджень вчаться в середній школі Кадзамацурі, а також проводять час в кімнаті громадського клубу. За межами школи розташовані і інші місця, такі як ліси Кадзамацурі і будинок Котаро. Під час гри Котаро потрапить в альтернативний вимір Кадзамацурі, де панує тиша, а небо сіре. Множинні входи в цей вимір розташовані по всьому місту. У цьому таємному світі, створеному групою Gaia, вільно бродять демони, а особлива екосистема підтримує тут життя. Перебуваючи на Місяці, з квітучого пагорба стає чітко видно зруйноване місто на тлі вічної ночі. Цей пагорб згодом з'являється і на Землі в лісі Кадзамацурі.
Кадзамацурі є полем таємної боротьби між двома групами: Gaia і Guardian. Організація Gaia, що знаходиться під заступництвом групи Martel, складається з нігілістів і мізантропів, здатних контактувати з демонами, які пробуджуються завдяки життєвій силі заклинателя. Martel колись був церквою і складається з священослужителів з вродженою інвалідністю. Група Guardian присвятила себе знищенню демонів і практично повністю складається з людей, що володіють надздібностями. Обидві групи прибувають в Кадзамацурі, щоб знайти демона на ім'я Каґарі, який виглядає як учениця середньої школи. Каґарі, головна героїня історії, володіє силою, здатною зруйнувати все життя на Землі, хоча вона також може ініціювати початок повторної еволюції, яка заново почне процес розвитку розумного життя. Однак це станеться тільки при використанні енергії Землі, а під час подій Rewrite запас цієї енергії виснажується. Gaia хоче захопити Каґарі, щоб прискорити знищення людства, а Guardian шукає Каґарі, щоб вбити її, тим самим не допустивши загибель людських життів.

### Головні персонажі
Гравець виступає в ролі Котаро Теннодзі. Котаро — учень другого класу середньої школи, яскрава і товариська особистість. Він володіє двома незвичайними здібностями: Rewrite і Aurora. Rewrite дозволяє йому в будь-який час відновлювати і змінювати будь-яку частину тіла, включаючи кров, що робить його сильним і швидким. Проте кожного разу, коли Котаро використовує цю здатність, він витрачає частину своєї життєвої сили і стає все ближче до перетворення в повного демона. Aurora перетворює його енергію на подобу зброї (меча або кігтя). Котаро був запрошений в шкільне суспільство окультних досліджень президентом Акане Сенрі. Вона на рік старше Котаро, інші учні звуть її «шкільна відьма» через її загадкову натуру. Акане не проявляє інтересу до надприродного, так як, за її словами, не вірить в це. Але згодом виявляється, що вона є досвідченим Заклинателем демонів з групи Gaia. Акане також запрошує в клуб Чіхаю Оторі, однокласницю Котаро. Тиха фізично сильна, але незграбна. Вона живе разом зі своїм дворецьким Саку, який представляється її братом. Як і Акане, Чіхая є Заклинателем демонів з групи Gaia.
Котаро знайомиться з трьома іншими дівчатами, які також входять в суспільство окультних досліджень. Одна з них, Которі Канбе — подруга дитинства і однокласниця Котаро, у якої мало друзів. Після вступу в клуб вона починає частіше відвідувати школу. Которі володіє досить веселим характером, її домашнім улюбленцем є неймовірно сильна собака. Маючи здатність закликати демонів, які не пов'язані ні з Gaia, ні з Guardian — вона входить в древню секту слуг демонів, які шанують природу і захищають Каґарі. Котаро зустрічає ученицю першого класу Сідзуру Накацу, боязку дівчину, яка володіє загостреним слухом і зором, а також по руху губ може визначити, про що говорить людина. У неї гетерохромія, і тому своє праве око золотистого кольору вона ховає за пов'язкою, але дуже цього соромиться. Сідзуру є членом Guardian і має здібності зцілювати себе і інших, викликати у людей амнезію і створювати туман, паралізуючий демонів (але безсилий проти напівдемона). Сідзуру приходить в клуб разом зі своєю близькою подругою Люсією Коноханою, представником класу Котаро. Люсія легко втрачає самовладання від витівок хлопчиків і часто б'є Котаро, якщо той починає її дратувати. Має пристрасть до чистоти і завжди носить рукавички. Як і Сідзуру, вона входить в Guardian. В результаті проведеного групою експерименту Люсія стала виділяти отруйні випаровування і гній. Вона приймає ліки, щоб запобігти цьому, але побічним ефектом такого прийому стало те, що вона створює коливання в будь-якому предметі, до якого торкається. І Люсія, і Сідзуру на додаток до інших здібностей мають надлюдську швидкість, спритність і рефлекси.

### Історія
Історія гри Rewrite обертається навколо Котаро Теннодзі. Він вчиться в середній школі і живе в місті Кадзамацурі. Історія розпочинається 4 жовтня 2010 року. Котаро, що виявляє інтерес до дослідження невідомих тварин, спілкується з п'ятьма дівчатами зі шкільного суспільства окультних досліджень: Которі Канбе, Чіхаі Оторі, Сідзуру Накацу, Люсією Коноханою і Акане Сенрі (президентом клубу). Члени клубу весело проводять час, розкриваючи незвичайні таємниці Кадзамацурі. Згодом Котаро закохується в кожну з них; увійшовши в одну з п'яти можливих сюжетних ліній, що залежить від прийнятих гравцем рішень. У всіх сюжетних лініях представлений конфлікт між організаціями Gaia і Guardian, хоча самі вони багато в чому відрізняються. Наприклад, в сюжетній гілці Сідзуру Каґарі вдається розпочати процес знищення людської раси. І хоча в сюжетній гілці Акане Каґарі гине, Gaia як і раніше намагається знищити світ, викликаючи в ньому стихійні лиха.
Після того, як всі п'ять сюжетних гілок пройдені, історія розгортається на Місяці серед руїн Кадзамацурі. Тут Котаро зустрічає Каґарі з Місяця — протилежність тій Каґарі, що була на Землі. Котаро переповнений спогадами про своє минуле, в тому числі і про знищення Землі. Каґарі намагається знайти шлях на Землю, щоб запобігти загибелі людства, а Котаро в спробі виграти час бореться з демонами, покликаними вбити Каґарі. Котаро і його друзі знову об'єднують зусилля, щоб захистити Каґарі, але в кінцевому підсумку їм це зробити не вдається. Каґарі все ж починає процес повторної еволюції, так як раніше почула від Котаро, що він «бажає побачити її ще раз».
У минулому Котаро був нижчим членом Guardian, що вирушив до Кадзамацурі і зустрів там Каґарі. Того разу вона завдала йому серйозної шкоди, але зцілила його, перетворивши в напівдемона. Як наслідок, процес старіння Котаро сповільнився. Котаро впадає в кому, йому вводять медичний препарат, що дозволяє забути про Gaia і Guardian. На той час як він прокидається, Которі вже ходить в молодшу школу. Котаро разом з нею випускається і вже в середній школі вступає в суспільство окультних досліджень. Іншим разом, коли Котаро стикається з Каґарі, він вже нічого не робить і просто йде з лісу.
Під час одного із завдань Котаро розчаровується в групі Guardian і повертається в Кадзамацурі, де зустрічає Каґарі. Вона каже, що повинна зруйнувати Землю, але перед цим бажає зберегти хороші спогади про життя на Землі як протилежність її поганим спогадами про війну. Котаро закохується у неї і погоджується допомогти їй  і починає діяти як подвійний агент, працюючи як проти Gaia, так і проти Guardian. Група священнослужителів робить спробу змусити Каґарі знищити людство за допомогою пісні руйнування. Тим часом дерева в лісі оживають і починають руйнувати місто. Котаро вирушає до храму Gaia, щоб зупинити Каґарі, але йому заважає викликаний служителями дракон. Котаро перемагає монстра, а заодно і вбиває всіх служителів.
Котаро використовує свою здатність Rewrite, щоб якомога швидше дістатися до Каґарі. Вона дякує йому за хороші спогади і каже, що завдяки йому у світу ще є надія, проте Котаро все ж змушений вбити її. Обоє освідчуються один одному у коханні і перетворюються в кулю світла. Демони що руйнують місто зникають, і людство виживає, але світ за межами Кадзамацурі занурюється в льодовиковий період. А в самому місті на 500 метрів у висоту проростає велике дерево, в якому укладена куля світла Каґарі і Котаро. П'ять героїнь, нині учениць середньої школи, досліджують це дерево. В кінці гри на Місяці показаний саджанець (як втілення Каґарі), що проростає через безплідний, не призначений для життя реґоліт.

### Аніме
Було анонсовано серіал, який повинен вийти у липні 2016 року.

## Критика
З січня по травень 2011 року гра Rewrite п'ять разів відзначалася в десятці лідерів серед національних комп'ютерних ігор за кількістю попередніх замовлень: дев'яте місце гра отримала в січні, четверте — в лютому, третє — в березні, і перше — двічі в квітні і травні. Rewrite також отримала перше місце як лідер з продажів за червень 2011 року в Японії. У списку 50-ти кращих японських ігор Rewrite двічі займала позицію: 14-е місце в липні і 29-е місце в серпні 2011 року. Згідно з інформацією про продажі, взяті з сайту Amazon.com і опубліковані на сайті Gamasutra, гра Rewrite з моменту випуску стала лідером продажів в Японії серед комп'ютерних ігор. Сайтом Getchu.com грі було присвоєне 1-е місце за кількістю продажів через місяць після релізу, а до липня цей показник знизився до 30-го місця. В середньому гра мала 8-е місце за рівнем продажів за першу половину 2011 року, і 11-е — за весь рік.
Компанія Key в період з 15 по 31 грудня 2011 роки провела опитування про популярність ігрових персонажів, включаючи також і другорядних. Спочатку лідирувала Сідзуру, але в кінці в лідери вийшла Акане. Після закінчення опитування в трійку лідерів увійшли Акане (18 042 голоси), Сідзуру (16 839 голосів) і Люсія (15 047 голосів).